# Diviziunea de recensământ 15, Alberta
Diviziunea de recensământ din provincia canadiană Alberta cuprinde:
- Cities (Orașe)

- Towns (Localități urbane)
  - Banff
  - Canmore
- Villages (Sate)

- Summer villages (Sate de vacanță)
  - Ghost Lake
  - Waiparous
- Municipal districts (Districte municipale)
  - Bighorn No. 8, M.D. of
  - Ranchland No. 66, M.D. of
- Specialized municipalities (Teritorii speciale)
  - Crowsnest Pass
  - Jasper
- Improvement districts (Teritorii neîncorporate)
  - Improvement District No. 9 (Banff National Park)
  - Improvement District No. 12 (Jasper National Park)
- Indian reserves (Rezervații indiene)
  - Stoney 142, 143, 144